# (36686) 2000 RH4
2000 RH4 (asteroide 36686) é um asteroide da cintura principal. Possui uma excentricidade de 0.07530080 e uma inclinação de 7.49124º.
Este asteroide foi descoberto no dia 1 de setembro de 2000 por LINEAR em Socorro.